# Комперия (имение)
Комперия — бывшее имение на Южном берегу Крыма, основанное в начале XIX века братьями Карлом и Осипом (Иосифом) Филипповичами Компер и существовавшее до установления советской власти в Крыму. Сейчас территория бывшего имения совпадает, примерно, с территорией «дачи Горбачёва». По современному административному делению поместье располагалось большей частью на землях Балаклавского района Севастополя и лишь восточная часть относится к посёлку Форос Большой Ялты.

## Описание
Центр имения — усадебный дом, располагался на восточном склоне мыса Сарыч, сразу за построенным позже маяком. Имение состояло из небольшого одноэтажного дома с обращённой к морю верандой во всю длину и службами за ним. Перед фасадом была разбита огромная клумба с массой роз и других цветов и фонтаном, далее — множество дорожек к морю, в гору и в лес. В усадьбе действовал водопровод, проведённый из расположенного на высоте 250 саженей (около 530 м) горного источника. Точнее, это были 5 родников, дававших 15 тысяч вёдер воды в сутки. Ещё несколько родников (до 2 штук) имелись на территории имения. Вокруг дома были посажены виноградники и сады, разводили огороды, большачя часть имения оставалась поросшей лесом.
Имение занимало большую территорию от мыса Сарыч до мыса Св. Николая и от берега моря до скал яйлы, площадь которой оценивается по разному: Татьяна Брагина в «книге Путешествие по дворянским имениям Крыма: краткий исторический путеводитель» приводит цифру в 46 гектаров, а в путеводителе Безчинского 1905 года указывается, что имение к тому году уже было разделено на 3 части по 100 десятин.

## История
Время и обстоятельства появления братьев Компер в долине Ласпи и вообще в России достоверно не известно. Хронологически фамилия Компер применительно к Ласпи впервые встречается в труде Дюбуа де Монперё «Путешествие по Кавказу, к черкесам и абхазам, в Грузию, Армению и в Крым» (фр.  Voyage autour du Caucase, chez les Tcherkesses et les Abkhases, en Colchide, en Georgie, en Armenie et en Crimee) 1834 года, где путешественник в главе, посвящённой Форосу и Ласпи, описывает многочисленные походы по окрестностям в сопровождении одного из братьев. Учитывая же, что ещё в 1829 году Карл Компер нашёл в окрестностях имения неизвестную ранее орхидеюе, описанную Христианом Стевеном, с которым Карл состоял в активной переписке, как ятрышник Компера (в 1907 году ботаник Ашер выделил растение в особый род Комперия), следует, что поселились здесь братья не позже 1820-х годов.

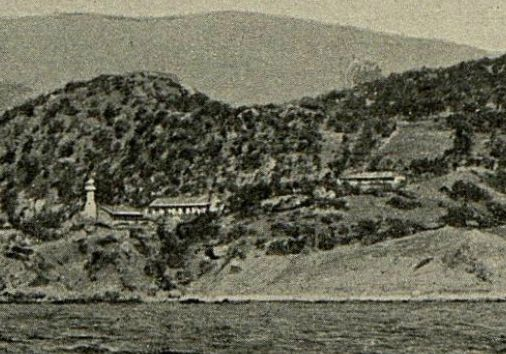
Маяк Сарыч, справа имение, 1902 г.
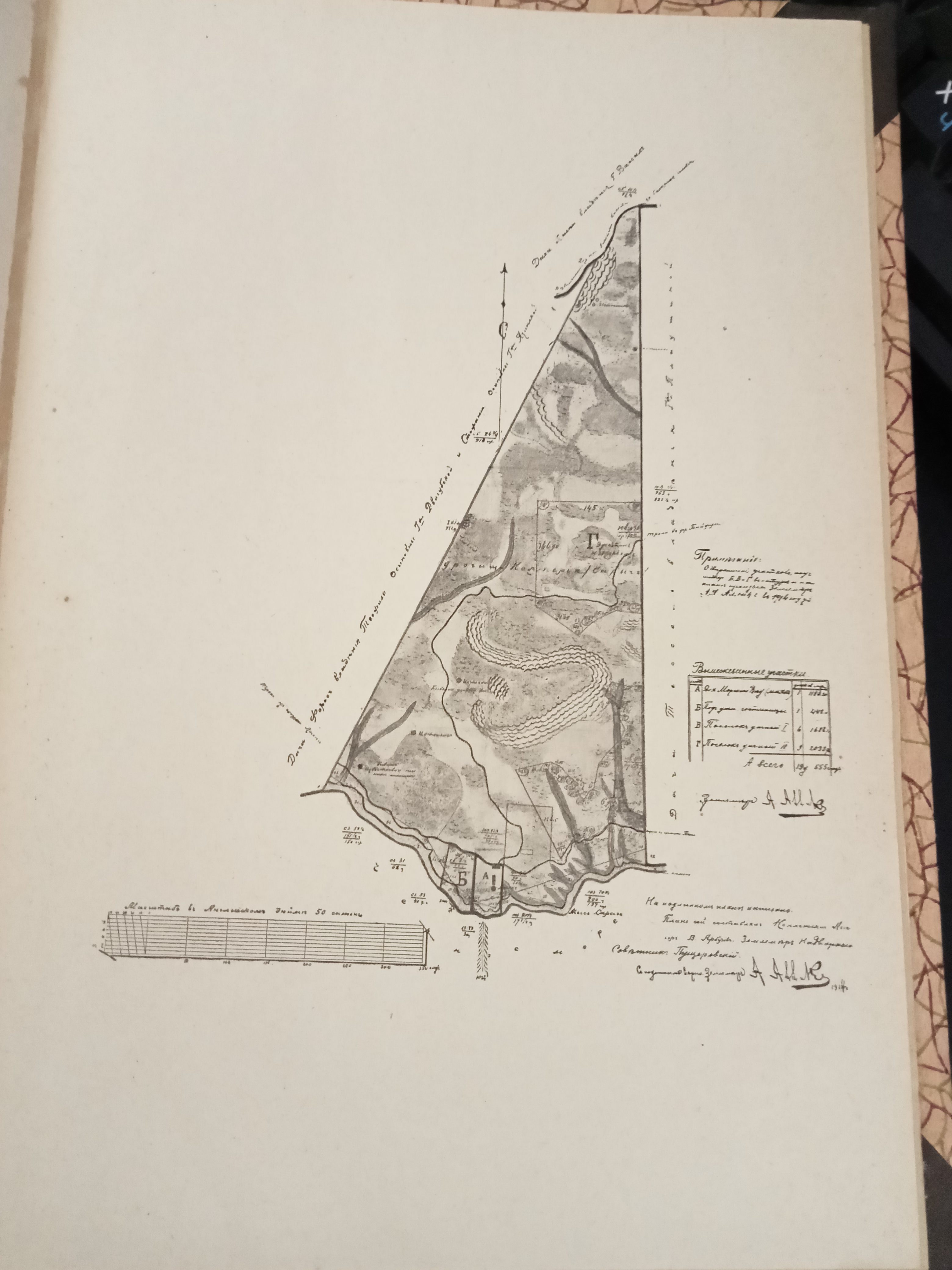
План имения Комперия, 1914 г.
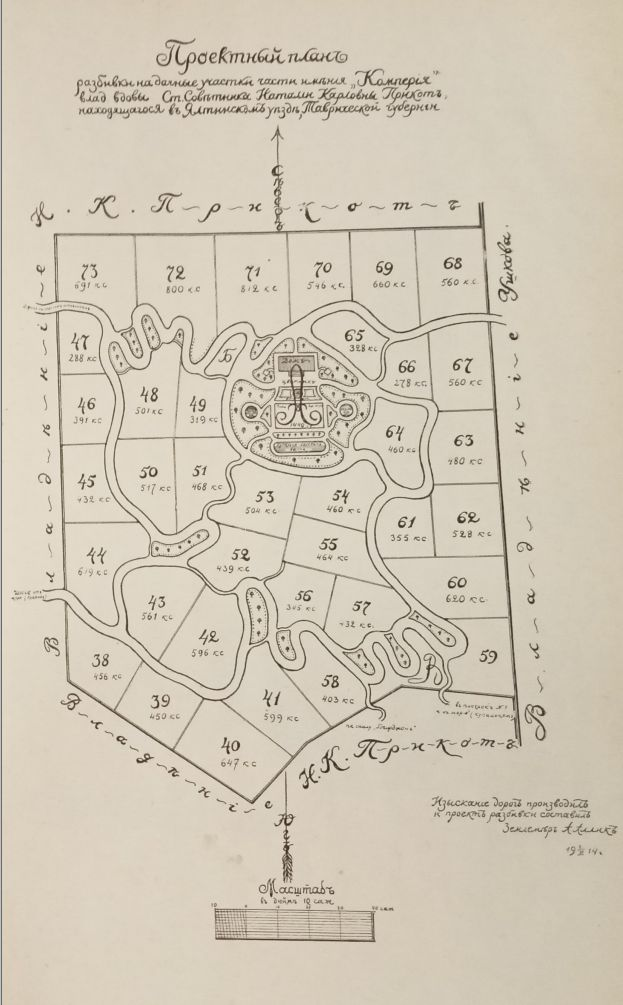
План разбивки имения на дачные участки.

В те годы братья Кампер проживали в ласпинском имении Карла Потье. Младший, Осип Филиппович, отставной поручик корпуса инженеров путей сообщения, был в имении управляющим. В поместье выращивали виноград, производилось вино и не подразумевалась сдача внаём курортникам. Старший, Карл Филиппович, окончивший парижскую Политехническую школу, в основном, занимался больше естественными науками — собирая гербарии, коллекции минералов и окаменелостей, и воспитанием восьмерых своих детей.
К 1830-м годам братья, имея неплохие доходы, решают завести собственное имение. В то время этот район Южного берега был мало освоен ввиду отсутствия приемлемых путей сообщения — дороги, кое-как доступные для татарских телег, запряжённых волами, выходцы из России таковыми не признавали и считали тропами (перемещались только верхом), да и местное население было очень небольшим и редким, потому покупка получилось относительно недорогой («…огромного и прекрасного земельного участка за очень низкую сравнительно цену…»). 12 января 1835 года Осип Филиппович Компер 3-мя купчими приобрёл у крымских татар — жителей деревни Форос Байдарской волости, 61 участок «удобной и неудобной» земли общей площадью около 500 десятин. По 1-й купчей было приобретено 9 участков (около 200 десятин) за 3064 рубля 96 копеек, по 2-й — 46 участков (около 180 десятин) за 8770 рублей 5 копеек и по третьей — 26 участков (около 120 десятин) за 3757 рублей 50 копеек.
Вскоре, судя по сохранившимся письмам Карла Компера к Стевену, у братьев возникли некие трения с владельцами соседних имений — недовольство владельцев Ласпи Вильгельма Вассала и Карла Потье, с западной стороны и на востоке — Николаем Раевским-младшим, хозяином Тессели с Вильгельмом Оливом, владельцем Лимнеиза в Мухалатке. Возможно, возникли и финансовые проблемы, которые решались продажей частей имения: 26 февраля 1836 года 55 десятин земли, «…удобной для разведения винограда и неудобной, с растущим на оной дубовым лесом и фонтаном…» были проданы за 10000 рублей коммерции советнику Францу Михайловичу Броденбургу. А 13 июля того же года 349 десятин «пустопорожней» земли — фрейлине двора Марии Яковлевне Нарышкиной за 30000 рублей. При том 12 января 1837 года Осип Филиппович докупает у двоих форосцев ещё 2 десятины пахотной земли. Видимо, вскоре Осип Филиппович умер, не оставив состояния, поскольку 14 мая 1840 года имение (300 десятин хлебопахотной земли) было выставлено на торги. Усадьбу, за 2285 «рублей серебром», выкупил тогдашний Таврический губернский предводитель дворянства, отставной гвардии ротмистр, Вильгельм Николаевич Олив, чтобы 13 июня того же года подарить её вдове Осипа Филипповича, Феофиле и её детям Петру, Карлу, Григорию, Любови, Жозефине, Луизе и Феофиле.

Свидетельств о жизни имения и его обитателей до 1890-х годов пока не выявлено. Только в конце XIX века, когда появилась необходимость построить маяк на самой южной точке Крыма — мысе Сарыч, землями которого владели Комперы, об усадьбе «вспоминают», причём, утверждается, что участие в деле принимал сам Николай II. В 1897 году владелица имения, Наталья Карловна Прикот (урожденная Компер, видимо, внучка Осипа Филипповича), подарила военно-морскому ведомству 2400 квадратных саженей земли. Впоследствии, по настоянию сына Василия, Наталья Карловна потребовала возместить потерю части земли. Начались длительные тяжбы с судом и тщательной топосъёмкой, пока в 1912 году маяк окончательно отошёл к военному ведомству. Имение упоминается в путеводителях начала XX века: у Безчинского в выпуске 1905 года (имение названо «Кампора») оно описано довольно подробно и указывается, что имение к тому году уже было разделено на 3 части по 100 десятин
…разделённое на 3 части, принадлежащие г-жам Прикот, кн. Шаховской и Двигубской. Каждый участок составляет" около 100 дес. У г-жи Прикот есть маленький виноградник и дом, у прочих владелец построек нет
В путеводителе Григория Москвича 1912 года просто упоминается, как усадьба сразу за маяком.
Вновь повышенный интерес к имению возникает в связи с предполагавшимся в начале XX века строительством железной дороги Севастополь — Ялта. Уже в 1911 году некое Акционерное общество, под влиянием планов скорого открытия железной дороги Севастополь — Ялта, задумало, на территории бывшего имения госпожи Прикот, устроить курорт «Комперия». Проект будущего «курорта-сада» был разработан в первой половине 1917 года Павлом Алёшиным и Григорием Дубелиром. Видимо, собрать капитал акционерам не удалось (только первичные расходы должны были составить 1 миллион рублей), поскольку вскоре об идее перестали упоминать. В 1915 году была выпущена брошюра-проспект предполагаемых дачных участков, в которой подробно описали местоположение, климат, почвы, указывая, что грунт «хорош для построек, фруктовых и виноградных насаждений». Уделено внимание москому берегу, протяжённость которого в имении определена в 1,5 версты, оговорены доступность, наличие бухт и пляжей. Согласно брошюре на 1915 год территория была сплошь покрыта лесом, в имении насчитывалось 9 родников, 5 из которых давали до 15 тысяч вёдер воды в сутки. В издании был план разбивки части имения на участки, которые распродавались «по исключительно умеренным ценам». Там же в последний раз упоминается владелица Наталья Карловна Прикот (Прекот), которая, судя по предложению обращаться в контору имения, была одним из инициаторов рекламной кампании..
После окончательного установления советской власти в Крыму 17 ноября 1920 года, 16 декабря того же года приказом председателя Революционного комитета Крыма были изъяты «из частного владения как разных ведомств, так и частных лиц все имения Южного берега Крыма в районе от Судака до Севастополя включительно». О дальнейшей судьбе владельцев Комперии, как и самого имения пока ничего не известно — похоже, что вплоть до начала строительства госдачи местность пребывала в запустении.